# 斐迪南二世 (萊昂)

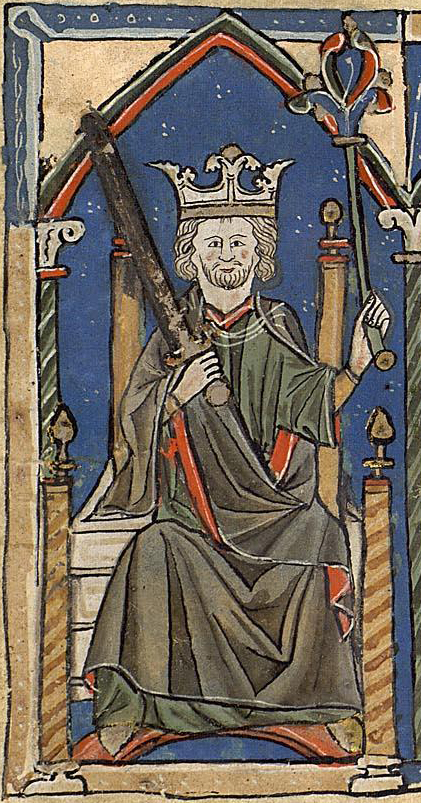
斐迪南二世畫像

斐迪南二世（西班牙語：Ferdinand II，1137年—1188年1月22日）是萊昂及加利西亞國王，自稱為全西班牙皇帝（1157年─1188年）。斐迪南二世是國王阿方索七世與巴塞羅那伯爵拉蒙·貝倫格爾三世的女兒巴塞羅那的伯倫加莉亞的第三子。

## 生平
斐迪南二世有良好的騎士聲譽，是一名鬥士，但是卻沒有顯現他的政治和組織能力。在他父親阿方索七世於1157年去世後，他繼承了萊昂和加利西亞兩國，而他的長兄桑喬三世繼承卡斯蒂利亞和托萊多。
斐迪南二世在位的第一年，既要處理貴族們的紛爭，又要抵抗其兄卡斯蒂利亞國王桑喬三世的入侵。1158年，斐迪南二世與桑喬三世會面及簽訂盟約。但是同年桑喬三世逝世，由其子阿方索八世繼位，邊界的紛爭在1164年又再出現。不久斐迪南二世與卡斯蒂利亞阿方索八世的代表見面後達成和議。
斐迪南二世才可專注於向南方穆拉比特王朝殘餘勢力地區進攻，征服了阿爾坎塔拉及阿爾布開克。1163年斐迪南二世又打敗了阿方索一世取得薩拉曼卡。
1170年，斐迪南二世成立了聖地亞哥騎士團，以保護朝聖者前往使徒詹斯在波斯特拉大教堂的墓地。
1175年，教皇亞歷山大三世以血親婚姻為由廢除費迪南二世和葡萄牙公主烏拉卡的婚姻。國王再次與拉臘伯爵努諾·德·勞拉的女兒特雷莎·努涅斯·德·勞拉結婚。在1178年與卡斯蒂利亞爆發了戰爭。斐迪南二世突襲他的侄子卡斯蒂利亞國王阿方索八世，佔領了卡斯特羅赫里斯和杜埃尼亞斯。這場戰爭在1180年因雙方簽訂托德西利亞斯和議而解決。同年，斐迪南二世的妻子特雷莎再分娩第二個兒子時去世。
1184年，穆瓦希德王朝哈里發阿布·優素福·雅各布經過一連串失敗的嘗試後，在北非招募軍隊入侵葡萄牙。同年5月，穆瓦希德王朝軍隊圍攻阿方索一世所在的聖塔倫。斐迪南二世分別派出聖地亞哥騎士團及親自帶兵為葡萄牙解圍。
1185年，斐迪南二世第三次結婚娶了烏拉卡·洛佩斯·德·阿羅（自1180年起為斐迪南二世的情婦）。她時常要求斐迪南二世宣佈其與葡萄牙公主烏拉卡所生的長子阿方索王子定為私生子，好讓她的兒子桑喬能繼承王位，但是斐迪南二世始終沒有宣佈。
斐迪南二世於1188年從聖地亞哥的波斯特拉大教堂朝聖返回時在貝納文特去世，王位由其長子阿方索九世繼承。斐迪南二世遺體被安葬在波斯特拉大教堂。